# Kliton Bozgo
Kliton Bozgo (Argirocastro, 5 dicembre 1971) è un allenatore di calcio ed ex calciatore albanese, di ruolo attaccante.

## Carriera

### Nazionale
Vanta 12 presenze nella nazionale albanese, con cui ha giocato dal 1993 al 2000.

## Statistiche

### Presenze e reti nei club
Statistiche aggiornate al 14 ottobre 2007.
| Stagione                | Squadra                 | Campionato              | Campionato | Campionato | Coppa nazionale | Coppa nazionale | Coppa nazionale | Coppe europee | Coppe europee | Coppe europee | Altre coppe | Altre coppe | Altre coppe | Totale | Totale |
| Stagione                | Squadra                 | Comp                    | Pres       | Reti       | Comp            | Pres            | Reti            | Comp          | Pres          | Reti          | Comp        | Pres        | Reti        | Pres   | Reti   |
| ----------------------- | ----------------------- | ----------------------- | ---------- | ---------- | --------------- | --------------- | --------------- | ------------- | ------------- | ------------- | ----------- | ----------- | ----------- | ------ | ------ |
| 1989-1990               | Tomori                  | KP                      | 5          | 0          | CA              | 0               | 0               | -             | -             | -             | -           | -           | -           | 5      | 0      |
| 1990-1991               | Tomori                  | KP                      | 38         | 29         | CA              | 0               | 0               | -             | -             | -             | -           | -           | -           | 38     | 29     |
| 1991-1992               | Tomori                  | KP                      | 27         | 18         | CA              | 0               | 0               | -             | -             | -             | -           | -           | -           | 27     | 18     |
| Totale Tomori           | Totale Tomori           | Totale Tomori           | 70         | 47         |                 | 0               | 0               |               | -             | -             |             | -           | -           | 70     | 47     |
| 1992-1993               | Dubrava                 | 2. HNL                  | 0          | 0          | CC              | 0               | 0               | -             | -             | -             | -           | -           | -           | 0      | 0      |
| 1993-1994               | Maribor                 | 1. SNL                  | 25         | 13         | CS              | 1               | 1               | CU            | 4             | 1             | -           | -           | -           | 30     | 15     |
| 1994-1995               | Maribor                 | 1. SNL                  | 13         | 8          | CS              | 0               | 0               | CdC           | 4             | 5             | -           | -           | -           | 17     | 13     |
| 1995-1996               | Olimpia Lubiana         | 1. SNL                  | 27         | 14         | CS              | 0               | 0               | CU            | 3             | 3             | SS          | 1           | 1           | 31     | 18     |
| 1996-1997               | Olimpia Lubiana         | 1. SNL                  | 17         | 4          | CS              | 0               | 0               | CdC           | 6             | 2             | SS          | 1           | 0           | 24     | 6      |
| 1997-1998               | Olimpia Lubiana         | 1. SNL                  | 17         | 3          | CS              | 0               | 0               | -             | -             | -             | -           | -           | -           | 17     | 3      |
| giu.-lug. 1998          | Olimpia Lubiana         | 1. SNL                  | 0          | 0          | CS              | 0               | 0               | Int           | 2             | 2             | -           | -           | -           | 2      | 2      |
| Totale Olimpia Lubiana  | Totale Olimpia Lubiana  | Totale Olimpia Lubiana  | 61         | 21         |                 | 0               | 0               |               | 11            | 7             |             | 2           | 1           | 74     | 29     |
| 1998-1999               | Maribor                 | 1. SNL                  | 29         | 15         | CS              | 2               | 2               | CU            | 2             | 0             | -           | -           | -           | 33     | 17     |
| 1999-2000               | Maribor                 | 1. SNL                  | 31         | 24         | CS              | 0               | 0               | UCL           | 10            | 0             | -           | -           | -           | 41     | 24     |
| 2000-2001               | Admira Wacker M.        | BL                      | 31         | 3          | CA              | 5               | 3               | -             | -             | -             | -           | -           | -           | 36     | 6      |
| 2001-2002               | Admira Wacker M.        | BL                      | 34         | 10         | CA              | 2               | 1               | -             | -             | -             | -           | -           | -           | 36     | 11     |
| 2002-2003               | Admira Wacker M.        | BL                      | 34         | 5          | CA              | 2               | 2               | -             | -             | -             | -           | -           | -           | 36     | 7      |
| 2003-2004               | Admira Wacker M.        | BL                      | 33         | 0          | CA              | 3               | 0               | -             | -             | -             | -           | -           | -           | 36     | 0      |
| Totale Admira Wacker M. | Totale Admira Wacker M. | Totale Admira Wacker M. | 132        | 18         |                 | 12              | 6               |               | -             | -             |             | -           | -           | 144    | 24     |
| 2004-2005               | Maribor                 | 1. SNL                  | 28         | 19         | CS              | 0               | 0               | CU            | 2             | 0             | -           | -           | -           | 30     | 19     |
| Totale Maribor          | Totale Maribor          | Totale Maribor          | 126        | 79         |                 | 3               | 3               |               | 22            | 6             |             | -           | -           | 151    | 88     |
| 2005-gen. 2006          | Drava Ptuj              | 1. SNL                  | 5          | 0          | CS              | 0               | 0               | -             | -             | -             | -           | -           | -           | 5      | 0      |
| gen.-giu. 2006          | Hartberg                | 3L                      | 11         | 7          | CA              | 0               | 0               | -             | -             | -             | -           | -           | -           | 11     | 7      |
| 2006-2007               | St. Andrä               | 3L                      | 13         | 4          | CA              | 3               | 0               | -             | -             | -             | -           | -           | -           | 16     | 4      |
| 2007-2008               | Mura 05                 | 2. SNL                  | 21         | 2          | CS              | 0               | 0               | -             | -             | -             | -           | -           | -           | 21     | 2      |
| Totale carriera         | Totale carriera         | Totale carriera         | 439        | 178        |                 | 18              | 9               |               | 33            | 13            |             | 2           | 1           | 492    | 201    |

### Cronologia presenze e reti in nazionale
| Cronologia completa delle presenze e delle reti in nazionale ― Albania | Cronologia completa delle presenze e delle reti in nazionale ― Albania | Cronologia completa delle presenze e delle reti in nazionale ― Albania | Cronologia completa delle presenze e delle reti in nazionale ― Albania | Cronologia completa delle presenze e delle reti in nazionale ― Albania | Cronologia completa delle presenze e delle reti in nazionale ― Albania | Cronologia completa delle presenze e delle reti in nazionale ― Albania | Cronologia completa delle presenze e delle reti in nazionale ― Albania |
| Data                                                                   | Città                                                                  | In casa                                                                | Risultato                                                              | Ospiti                                                                 | Competizione                                                           | Reti                                                                   | Note                                                                   |
| ---------------------------------------------------------------------- | ---------------------------------------------------------------------- | ---------------------------------------------------------------------- | ---------------------------------------------------------------------- | ---------------------------------------------------------------------- | ---------------------------------------------------------------------- | ---------------------------------------------------------------------- | ---------------------------------------------------------------------- |
| 17-2-1993                                                              | Tirana                                                                 | Albania                                                                | 1 – 2                                                                  | Irlanda del Nord                                                       | Qual. Mondiali 1994                                                    | -                                                                      |                                                                        |
| 26-5-1993                                                              | Tirana                                                                 | Albania                                                                | 1 – 2                                                                  | Irlanda                                                                | Qual. Mondiali 1994                                                    | -                                                                      | 84’                                                                    |
| 2-6-1993                                                               | Copenaghen                                                             | Danimarca                                                              | 4 – 0                                                                  | Albania                                                                | Qual. Mondiali 1994                                                    | -                                                                      | 17’                                                                    |
| 6-9-1995                                                               | Tirana                                                                 | Albania                                                                | 1 – 1                                                                  | Bulgaria                                                               | Qual. Euro 1996                                                        | -                                                                      | 86’                                                                    |
| 15-11-1995                                                             | Tirana                                                                 | Albania                                                                | 1 – 1                                                                  | Galles                                                                 | Qual. Euro 1996                                                        | -                                                                      | 78’                                                                    |
| 24-4-1996                                                              | Zenica                                                                 | Bosnia ed Erzegovina                                                   | 0 – 0                                                                  | Albania                                                                | Amichevole                                                             | -                                                                      | 76’                                                                    |
| 14-8-1996                                                              | Amarousio                                                              | Grecia                                                                 | 2 – 1                                                                  | Albania                                                                | Amichevole                                                             | -                                                                      | 53’                                                                    |
| 9-10-1996                                                              | Tirana                                                                 | Albania                                                                | 0 – 3                                                                  | Portogallo                                                             | Qual. Mondiali 1998                                                    | -                                                                      |                                                                        |
| 29-3-1997                                                              | Granada                                                                | Albania                                                                | 0 – 1                                                                  | Ucraina                                                                | Qual. Mondiali 1998                                                    | -                                                                      | 78’                                                                    |
| 6-2-2000                                                               | Ta' Qali                                                               | Albania                                                                | 3 – 0                                                                  | Andorra                                                                | Rothmans Tournament                                                    | -                                                                      |                                                                        |
| 8-2-2000                                                               | Ta' Qali                                                               | Albania                                                                | 1 – 0                                                                  | Azerbaigian                                                            | Rothmans Tournament                                                    | -                                                                      | 90’                                                                    |
| 10-2-2000                                                              | Ta' Qali                                                               | Malta                                                                  | 0 – 1                                                                  | Albania                                                                | Rothmans Tournament                                                    | -                                                                      |                                                                        |
| Totale                                                                 |                                                                        | Presenze                                                               | 12                                                                     |                                                                        | Reti                                                                   | 0                                                                      |                                                                        |

## Palmarès

### Giocatore

#### Club

##### Competizioni nazionali
- Campionato sloveno: 2

Maribor: 1998-1999, 1999-2000
- Coppa di Slovenia: 3

Maribor: 1993-1994, 1998-1999
Olimpia Lubiana: 1995-1996
- Supercoppa di Slovenia: 1

Olimpia Lubiana: 1995

#### Individuale
- Capocannoniere della Kategoria e Parë: 1

1990-1991 (29 gol)
- Capocannoniere della Prva slovenska nogometna liga: 2

1999-2000 (24 gol), 2004-2005 (18 gol)